# フェデリコ・カメリッチ
フェデリコ・カメリッチ（Federico Kammerichs）ことギジェルモ・フェデリコ・カメリチス（Guillermo Federico Kammerichs、1980年6月21日 - ）は、アルゼンチンのプロバスケットボール選手。コリエンテス州ゴヤ出身。ポジションはパワーフォワード。205cm、111kg。